# Vow Wow
VOW WOW (jap. ヴァウワウ) – hardrockowy zespół z Japonii utworzony w 1975 roku. Są wzorem dla wielu hardrockowych i heavymetalowych grup. Znani są z charakterystycznego wokalu Genki Hitomiego oraz gry na gitarze Kyojiego Yamamoto.
Zaczynali jako BOW WOW, ale zmienili nazwę na VOW WOW w 1984 roku, aby uniknąć konfliktu z Bow Wow Wow. Przenieśli się do Wielkiej Brytanii w 1987, gdzie zwerbowali byłego basistę Whitesnake, Neila Murraya. Zakończyli działalność w 1990 roku, kiedy wokalista, Genki Hitomi, postanowił założyć rodzinę.
W 1995 roku Kyoji Yamamoto i Toshihito Nimi ponownie zjednoczyli się jako BOW WOW i kontynuują działalność.

## Członkowie
- Kyoji Yamamoto – gitara prowadząca, wokal (1975-1983, 1995-)
- Toshihiro Niimi – perkusja

- Genki Hitomi – wokal (1984-1990)
- Kenji Sano – gitara basowa (1975-1987)
- Rei Atsumi – keyboard
- Neil Murray – gitara basowa (1987-1990)
- Mark Gould – gitara basowa (1990)

## Dyskografia
Tytuły pisane kursywą zostały wydane w czasach, gdy zespół nosił nazwę VOW WOW.

### Albumy
- „BOWWOW” (1976)
- „SIGNAL FIRE” (1977)
- „CHARGE” (1977)
- „SUPER LIVE” (1978)
- „GUARANTEE” (1978)
- „THE BOW WOW” (1979)
- „GLORIOUS ROAD” (1980)
- „TELEPHONE” (1980)
- „組曲Xボンバー” (1980)
- „HARD DOG” (1980)
- „ASIAN VOLCANO” (1982)
- „WARNING FROM STARDUST” (1982)
- „HOLY EXPEDITION” (1983)
- „LOCUS” (1983)
- Beat of Metal Motion (1984)
- Cyclone (1985)
- III (1986)
- Hard Rock Night (1986)
- Vow Wow Live (1986)
- V (1987)
- Shock Waves (1987)
- Revive (1987)
- Helter Skelter (albo Vibe, 1989)
- Mountain Top (1990)
- Legacy (1990)
- Best Now (1991)
- Twin Best (1996)
- „LED BY THE SUN” (1996)
- „BACK” (1998)
- „ANCIENT DREAMS” (1999)
- „LIVE EXPLOSION” (1999)
- „BEYOND” (2000)
- „ANOTHER PLACE” (2001)
- „WHAT’S GOING ON” (2002)
- „SUPER LIVE” (2005)
- „ERA” (2005)
- Rock Me Forever (2006)
- The Vox (2007) (8CD+DVD)

### VHS
- VISIONS (1985)
- LIVE (1986)
- LIVE IN THE U.K. (1989)
- JAPAN LIVE 1990 AT BUDOKAN (1990)

Obecnie dostępne w formie DVD.